# Ameiva
Az Ameiva a hüllők (Reptilia) osztályának a pikkelyes hüllők (Squamata) rendjébe, ezen belül a tejufélék (Teiidae) családjába tartozó nem.

## Előfordulásuk
Az Ameiva-fajok előfordulási területe Dél- és Közép-Amerika egészen Mexikóig, valamint a Karib-térség számos szigete. A zöld ameiva (Ameiva ameiva) nevű gyíkot betelepítették az Amerikai Egyesült Államokbeli Florida államba.

## Rendszerezés
A nembe az alábbi 36 faj tartozik:
- zöld ameiva (Ameiva ameiva) (Linnaeus, 1758) - típusfaj
- Ameiva anomala Echternacht, 1977
- Ameiva atrigularis (Garman, 1887)
- Ameiva auberi Cocteau, 1838
- Ameiva bifrontata Cope, 1862
- Ameiva bridgesii (Cope, 1869)
- Ameiva chaitzami Stuart, 1942
- Ameiva chrysolaema Cope, 1868
- Guadeloupe-i ameiva (Ameiva cineracea) (Barbour & Noble, 1915) - kihalt a 20. század elején
- Ameiva corax Censky & Paulson, 1992
- Ameiva corvina Cope, 1861
- Ameiva dorsalis Gray, 1838
- Ameiva edracantha Bocourt, 1874
- Ameiva erythrocephala Daudin, 1802
- Puerto Ricó-i teju (Ameiva exsul) Cope, 1862
- Ameiva festiva (Lichtenstein, 1856)
- Ameiva fuscata Garman, 1887
- Ameiva griswoldi Barbour, 1916
- Ameiva leberi Schwartz & Klinikowski, 1966
- Ameiva leptophrys (Cope, 1893)
- Ameiva lineolata Duméril & Bibron, 1839
- Martinique-i ameiva (Ameiva major) Duméril & Bibron, 1839 - kihalt
- Ameiva maynardi Garman, 1888
- Ameiva niceforoi Dunn, 1943
- Ameiva orcesi J. Peters, 1964
- Ameiva plei Duméril & Bibron, 1839
- Ameiva pluvianotata Garman, 1887
- St. Croix-i ameiva (Ameiva polops) Cope, 1962
- Ameiva praesignis (Baird & Girard, 1852)
- Ameiva provitaae García-Pérez, 1995
- Ameiva septemlineata A.H.A. Duméril, 1851
- Ameiva taeniura Cope, 1862
- Ameiva undulata (Wiegmann, 1834)
- Ameiva vittata (Boulenger, 1902)
- Ameiva quadrilineata (Hallowell, 1861)
- Ameiva wetmorei Stejneger, 1913

### Fordítás
- Ez a szócikk részben vagy egészben  az   Ameiva című angol Wikipédia-szócikk ezen változatának fordításán alapul.  Az eredeti cikk szerkesztőit annak laptörténete sorolja fel. Ez a jelzés csupán a megfogalmazás eredetét és a szerzői jogokat jelzi, nem szolgál a cikkben szereplő információk forrásmegjelöléseként.